# ترنتو
تْرِنْتو () مرکز منطقهٔ ترنتینو آلتو آدیجه و نیز مرکز استان ترنتو در شمال ایتالیا است. این شهر در درهٔ رودخانهٔ آدیجه قرار گرفته‌است.